# Krigsflygskolan

Krigsflygskolan (F 5) eller F 5 Ljungbyhed var en flygskola inom svenska flygvapnet som verkade i olika former åren 1926–1998. Förbandsledningen var förlagd i Ljungbyheds garnison vid Ljungbyheds flygplats.

## Historik
Krigsflygskolan kom till genom 1925 års försvarsbeslut, där det fastställdes att Sverige skulle ha ett självständigt Flygvapen, det vill säga att den flygverksamhet som hittills fanns inom armén och marinen skulle överföras till den nya försvarsgrenen. I beslutet angavs det att fem flygkårer skulle sättas upp, varav en flygkår skulle lokaliseras till flygfältet i Ljungbyhed och vara en flygskola. Denna flygkår blev den 5. flygkåren och började sin verksamhet den 1 juli 1926 under namnet Flygskolan. De första piloterna kom därav av naturlig anledning från Armén och Marinen. År 1928 tillkom Flygvapnets jaktskola från Tredje flygkåren i Malmslätt, vilken den 1933 fördes tillbaka till. Genom att skolan nu bestod av två skolor, gjordes en namnändring 1929 till Flygskolkåren. Genom 1936 års försvarsbeslut kom en större satsning på Flygvapnet, bland annat i större årligt ekonomiskt anslag, men även i form av nya flygförband. Kårerna skulle organiseras som flottiljer, och Flygskolkåren skulle organiseras som Flygkrigsskolan.
I april 1939 utexaminerades de första piloterna från Flygvapnets egen rekrytering till officersutbildning, vilken hade tillkommit under samma år. Med denna förändring gjordes en större utbyggnad av skolan i Ljungbyhed. Genom krigsutbrottet och den svenska upprustningen bildades en ny skola, Flygreservskolan. Flygreservskolan var i huvudsak förlagd till Eslöv, även om utbildning skedde under kortare perioder på flygfälten i Bulltofta, Eskilstuna och Örebro. Orsaken var att samtliga flygskolor evakuerades från Ljungbyhed den 9 april 1940, på grund av den tyska invasionen av Danmark och Norge.
Genom försvarsbeslutet 1942 fastställdes det att Kadettskolan skulle avskiljas från Krigsflygskolan i Ljungbyhed, och istället omlokaliseras till Uppsala, för att där bilda Flygkadettskolan (F 20) från och med den 1 juli 1943, men i praktiken blev det inte förrän under 1944. Bakgrunden till beslutet om en flytt var att det inte fanns kapacitet eller utrymme i Ljungbyhed för att utbilda den volym av flygförare som det dåvarande omvärldsläget krävde. Med beslutet följde även ett tredje namnbyte, denna gång till Krigsflygskolan.
Krigsflygskolan hade under krigsåren utbildat piloter på ett flertal olika flygplanssystem. Efter kriget fanns mycket överskottsmateriel, bland annat i form av flygplan. Svenska flygvapnet köpte även 1947 in ett stort antal flygplan, bland annat 175 North American AT-16 Harvard tillverkade i Kanada, varav inledningsvis 70 individer baserades på F 5 som Sk 16, där de ersatte Sk 14. I början av 1952 ersattes efterhand de svensktillverkade Sk 25 med Sk 50B, vilka var licenstillverkade av De Schelde i Nederländerna. Våren 1954 började man på försök använda J 28C redan i grundflygutbildningen. Försöken slog så väl ut att man från och med 1956 ersatte Sk 16 helt med J 28B och J 28C som "skolflygplan typ 2". J 28C blev kvar ett år längre än J 28B som skolflygplan, men till slut ersattes det 1967 av Sk 60.
År 1960 överfördes från Roslagens flygkår (F 2) fackskolan Förberedande fältflygarskolan (FÖFS) till Krigsflygskolan. FÖFS förlades inte i Ljungbyhed som övriga delar i Krigsflygskolan, utan övertog den gamla remontdepån vid Herrevads kloster. FÖFS hade till uppgift att ge de blivande piloterna en kompletterande utbildning i allmänna läroämnen. Eleverna hade under sina studier vid skolan ingen kommenderad flygtjänst, men hade flygning på schemat, i syfte att behålla kontakten med flygtjänsten.
I samband med att F 5 tog steget in i jetåldern 1955, fördelades utbildningen av jetflygplan till Första flygskolan och propellerflygplan till Andra flygskolan. Där Andra flygskolan förlades till Rinkaby flygbas. När sedan Sk 60 tillfördes till F 5, började flygtiden mellan de två skolorna hamna i obalans, då Första flygskolan stod för cirka 80 procent av den totala flygtiden. För att nå en balans och en högre effektivitet slogs de båda skolorna samman 1969 till en flygskola. Fram till 1969 hade flygutbildningen organiserats på två flygskolor med vardera en 1:e lärare som chef (motsv flygchef), och två avdelningar per GFU-omgång. Efter 1969 blev 1:e-läraren flygchef och varje GFU-omgång organiserades som en division. Den nya flygskolan bestod av fem flygdivisioner, och F 5 ansågs då som världens största flygförband, eftersom då all flygande personal i flygtjänsthänseende tillhörde Flygskolan.
År 1967 tillsattes Försvarets fredsorganisationsutredning (FFU), vilken hade i uppgift att utreda försvarets fredsorganisation. När utredningen var färdig och överlämnad till riksdagen, beslutades det 1971 om en avveckling av tre flygkårer samt två jaktflottiljer. En av de flygkårer som avvecklades var Roslagens flygkår (F 2), som sedan 1949 varit ett markskoleförband inom Flygvapnet. Vid F 2 fanns ett antal olika fackskolor, vilka nu skulle överföras till andra skolförband. En av skolorna var Flygtrafiktjänstskolan (FFL) vilken överfördes 1973 till F 5, men förlades till detachementet vid Herrevads kloster.
I samband med OLLI-reformen som pågick inom Armén 1973–1975, genomfördes inom Flygvapnet en liknande reform, OLLI-U/FV. Vilken slutfördes 1976 och fick som följd att även Krigsflygskolan införde flottiljorganisation. Med den nya organisationen följde även ett mobiliseringsansvar för flottiljen över vissa krigsförband. I samband med reformen Ny befälsordning, vilken var en reform som genomfördes i Försvarsmakten 1983, avvecklades Förberedande Fältflygarskolan (FÖFS) under 1982.
I 1982 års försvarsbeslut belyste regeringen att Flygvapnet fortfarande bedrev verksamhet vid tre flottiljer som antagits varit avvecklade sen tidigare försvarsbeslut. Bland annat Flygvapnets väderskola, vilken låg kvar i Kalmar efter att Kalmar flygflottilj (F 12) avvecklats, och sedan dess organisatoriskt tillhört Blekinge flygflottilj (F 17). Genom försvarsbeslutet överfördes Flygvapnets väderskola till Krigsflygskolan och samlokaliserades med övrig verksamhet i Ljungbyhed. År 1984 utökades återigen antalet fackskolor i Ljungbyhed, denna gång med bildandet av Trafikflygarhögskolan.
Den 13 december 1996 antog riksdagen regeringens proposition 1996/97:4, vilken var etapp 2 i försvarsbeslutet 1996. Där beslutades bland annat om en avveckling av Krigsflygskolan (F 5) i Ljungbyhed, med att krigsförbandsproducerande flygflottiljer i första hand borde vidmakthållas. Krigsflygskolan skulle avvecklas senast den 30 juni 1998. Flygutbildningen vid Flygskolan skulle överföras till Skånska flygflottiljen (F 10), och samtidigt skulle Försvarsmakten senast den 1 april 1997 upphöra med att vara huvudman för trafikflygarutbildningen vid Trafikflyghögskolan. Propositionen tog dock inte någon ställning till den framtida lokaliseringen av de övriga ingående fackskolorna, utan lämnade den frågan helt till regeringen att besluta om.
Efter försvarsbeslutet 1996 tillsatte regeringen en skolutredning, ledd av landshövding Gunnar Björk, som fick i uppgift att utreda grundstrukturen i Försvarsmaktens utbildningsverksamhet. I utredningsrapporten (SOU 1997:112) föreslogs att Flygvapnets flygledarskola och Flygvapnets väderskola skulle omlokaliseras till Halmstad. Utredningen gick med det emot Försvarsmaktens egen utredning, Försvarsmaktsplan 97. I Försvarsmaktsplan 97 (FMP 97) föreslogs det att lokalisera Flygledarskolan till Skånska flygflottiljen (F 10) och Väderskolan till Flygvapnets Uppsalaskolor (F 20), med målet att samla skolverksamheten inom Flygvapnet till de flottiljer som producerade krigsförband.
Den 26 juni 1997 utexamineras de sista eleverna i Ljungbyhed. Totalt hade skolan sedan starten utdelat 5345 vingar, varav 430 vid Reserv- och Flygreservskolorna. Flygskolan överfördes till F 10 i Ängelholm under det andra halvåret år 1997.
Den 11 december 1997 gjordes en överflygning med tolv Sk 60 över Skåne i julgransformation. Överflygningen var en avskedsflygning, då det samtidigt markerade slutet på flygverksamheten i Ljungbyhed.
Den 30 juni 1998 avvecklades Krigsflygskolan officiellt, genom en avvecklingsceremoni förrättad av Chefen för Flygvapnet Kent Harrskog, vilket även blev hans sista tjänsteuppdrag som Chef för Flygvapnet. Under den senare delen av år 1998 överfördes Flygledarskolan och Väderskolan till Halmstad, vilka kom att från den 1 januari 1999 ingå i det nya försvarsmaktsgemensamma förbandet Försvarsmaktens Halmstadsskolor. Kvar vid flygplatsen blev Trafikflyghögskolan och ett krigsflygbas, där den senare utgick 2000.

### Viktigare årtal
- 1926: Flygskolan och Flygkadettskolan bildas.
- 1939: I april utexaminerades de första piloterna i Flygvapnets egen rekrytering.
- 1939: Krigsflygskolan tilldelas den 6 juni sin första fana.
- 1944: Flygkadettskolan överförs till Uppsala.
- 1949: Flygskolan delas upp i två flygskolor, Första och Andra flygskolan.
- 1952: Krigsflygskolan tillförs Sk 50B.
- 1955: Krigsflygskolan träder in i jetåldern.
- 1960: Förberedande fältflygarskolan tillförs från F 2.
- 1967: Krigsflygskolan tillförs Sk 60.
- 1969: Första flygskolan och Andra flygskolan slås samman.
- 1973: Flygtrafiktjänstskolan tillförs från F 2.
- 1976: Flottiljorganisation inför vid Krigsflygskolan.
- 1983: Flygvapnets väderskola tillför från F 17K.
- 1984: Trafikflyghögskolan bildas.
- 1994: Herrevads kloster lämnades
- 1996: Krigsflygskolan tilldelas den 25 augusti sin andra fana.
- 1996: Riksdagen beslutar den 13 december om avveckling av Krigsflygskolan.
- 1997: Trafikflyghögskolan överförs den 1 april 1997 till Lunds universitet.
- 1997: Flygverksamheten vid Krigsflygskolan upphör den 11 december.
- 1998: Krigsflygskolan avvecklas officiellt den 30 juni.

## Verksamhet
Under krigsåren åren 1939–1945 kom skolan att utbilda totalt 1182 elever vid de tre skolorna Kadettskolan, Aspirantskolan och Flygreservskolan. Efter kriget fanns endast Aspirantskolan (under namnet Flygskolan) kvar inom Krigsflygskolan. I slutet av 1940-talet omorganiserades hela förbandet, och flygskolan delades upp i två flygskolor, Första och Andra flygskolan. Första flygskolan utbildade piloter med realexamen, och Andra flygskolan utbildade piloter med enbart folkskola som grund.

## Ingående enheter
| Beteckning    | Namn                          | Aktiv              | Anmärkning                                                                                       |
| ------------- | ----------------------------- | ------------------ | ------------------------------------------------------------------------------------------------ |
| FlygS         | Flygskolan                    | 1926–19491969–1997 | Bildad 1926. Uppdelad 1949 till två skolorSammanförd till en skola 1969. Överförd 1997 till F 10 |
| 1. flygs      | Första flygskolan             | 1949–1969          |                                                                                                  |
| 2. flygs      | Andra flygskolan              | 1949–1969          |                                                                                                  |
|               | Flygkadettskolan              | 1926–1944          | Överförd till F 20 i Uppsala                                                                     |
|               | Flygvapnets jaktskola         | 1928–1933          | Tillkom 1928 från F 3Överförd 1933 till F 3                                                      |
|               | Flygreservskolan              | 1939–1946          | Bildad 1939 som ReservflygskolanUpphörde 1946                                                    |
| FÖFS          | Förberedande fältflygarskolan | 1960–1982          | Tillkom 1973 från F 2Upphörde 1982                                                               |
| Erik Röd      | 1. divisionen                 | 1969–1997          | GFU-division                                                                                     |
| Erik Blå      | 2. divisionen                 | 1969–1997          | GFU-division                                                                                     |
| Erik Gul      | 3. divisionen                 | 1969–1997          | GFU-division                                                                                     |
| Erik Vit/Grön | 4. divisionen                 | 1969–1997          | För-GFU-division                                                                                 |
| Erik Svart    | 5. divisionen                 | 1969–1997          | Grundläggande taktisk utbildning                                                                 |
| FFL           | Flygtrafiktjänstskolan        | 1973–1998          | Tillkom 1973 från F 2Överförd 1999 till FMHS                                                     |
| VÄDS          | Flygvapnets väderskola        | 1983–1998          | Tillkom 1983 från F 17KÖverförd 1999 till FMHS                                                   |
| TFHS          | Trafikflyghögskolan           | 1984–1997          | Skolan bildas 1984Överförs 1999 till Lunds universitet.                                          |

### Flygtrafiktjänstskolan
Flygtrafiktjänstskolan (FFL) bildades 1965 vid dåvarande Roslagens flygkår (F 2), och svarade för utbildning av reservofficerare i flygtrafiktjänst, grundutbildning av värnpliktiga trafikledarbiträden samt specialutbildning av flygtrafikledningspersonal till krisorganisationen. År 1971 presenterade Försvarets fredsorganisationsutredning (FFU) en utredning gällande förändringar inom Flygvapnets fredsorganisation. FFU föreslog att samtliga flygkårer skulle avvecklas inklusive en jaktflottilj, det vill säga Roslagens flygkår (F 2) i Hägernäs, Svea flygkår (F 8) i Barkarby, Hallands flygkår (F 14) och Södertörns flygflottilj (F 18) vilka skulle avvecklas under 1972. Istället skulle två markskoleförband bildas för utbildning i marktjänst, Flygvapnets Halmstadsskolor (F 14) och Flygvapnets Södertörnsskolor (F 18). Därmed kom Flygtrafiktjänstskolan vid Roslagens flygkår att överföras 1973 till Krigsflygskolan. Skolan lokaliserades till Herrevadskloster strax utanför Ljungbyhed. Den 13 december 1996 antog riksdagen regeringens proposition 1996/97:4, vilken var etapp 2 i försvarsbeslutet 1996, där det beslutades att Krigsflygskolan i Ljungbyhed skulle avvecklas senast den 30 juni 1998. Genom att Krigsflygskolan skulle avvecklas överfördes Flygtrafiktjänstskolan till Försvarsmaktens Halmstadsskolor (FMHS) och blev där en fackskola för utbildning i flygtrafiktjänst.

### Flygskolan
Flygskolan (FlygS) bildades 1926 i Ljungbyhed. I samband med att Krigsflygskolan avvecklades den 30 juni 1998, genom försvarsbeslutet 1996, kom skolan att 1997 överföras till Skånska flygflottiljen (F 10). Genom försvarsbeslutet 2000 antog riksdagen regeringens proposition, vilken bland annat inkluderade avveckling av två flygflottiljer, Skånska flygflottiljen och Upplands flygflottilj. Flygskolan som vid den tidpunkten tillhörde F 10, blev tvungen att flytta, då all flygverksamhet skulle vara avvecklad i Ängelholm den 31 december 2002. De elever som vid den tidpunkten utbildade sig vid Flygskolan fick slutföra sin utbildning i Uppsala, då Flygskolan överfördes temporärt till Upplands flygflottilj (F 16), vilken sedan i sin tur avvecklades den 31 december 2003. Flygskolan kom från den 1 juli 2003 att lokaliseras till Malmen, där den övertog den avvecklade Målflygdivisionens förläggningar på norra sidan om flygfältet. På Malmen blev skolan en underenhet och detachement till Blekinge flygflottilj (F 17). Den 1 januari 2006 överfördes Flygskolan till att bli en skola inom Luftstridsskolan (LSS), men med bibehållen lokalisering till Malmen.

### Förberedande fältflygarskolan
Förberedande fältflygarskolan (FÖFS) bildades 1949 som Stamflygarförarskolan vid Roslagens flygkår (F 2). År 1960 överfördes skolan till Krigsflygskolan. Vid F 5 kom skolan att förläggas till Herrevadskloster. Vilken kom att renoveras och byggdes om för att den 22 augusti 1960 tas i bruk som skolanläggning för Flygvapnet. I samband med reformen Ny befälsordning avvecklades skolan 1982.

### Utbildningsdivisionerna
I samband med att de två flygskolorna sammanfördes 1969 till en, organiserades tre GFU-divisioner vid Krigsflygskolan. Det vill säga tre divisioner för Grundläggande flygutbildning. 1. divisionen (Erik Röd), 2. divisionen (Erik Blå) och 3. divisionen (Erik Gul) och bar röd, blå respektive gul halsduk. 3. divisionen bedrev lite olika och udda utbildningar. På senare tid såsom Förberedande helikopterutbildning för Marinen och utbildning för transportflyget. 4. divisionen (Erik Vit/Grön) och 5. divisionen (Erik svart) bedrev under en tid Förberedande Grundläggande FlygUtbildning (För-GFU), och bar då vit halsduk. I början på 1980-talet bedrevs sedan Reservofficersutbildning för Lätt Attack. Syftet var att behålla piloter inom Flygvapnet, och att de som ville se en framtid inom civilflyget då skulle få en Grundläggande utbildning inför civilflyget, samtidigt som Flygvapnet skulle ha nytta av dem som reservförare. Då bar man svart halsduk. Denna utbildning gick senare över till en ren civilflygutbildning, genom att Trafikflyghögskolan inrättades i Flygvapnets regi. 55. skolflygdivisionen som bedrev Grundläggande taktisk utbildning (GTU) bar svart halsduk.

### Krigsförband
I händelse av krig skulle Krigsflygskolans flygverksamhet upphöra och flygplanen organiseras i tre lätta attackdivisioner som omlokaliserades till Övre Norrland. Dessa var 51. Lätta Attackdivisionen (Gunnarn), 52. Lätta Attackdivisionen (Kiruna) samt 53. Lätta Attackdivisionen (Vidsel). 

### Flygvapnets väderskola
Flygvapnets väderskola (VÄDS) bildades 1951 vid Roslagens flygkår (F 2). År 1962 omlokaliserades skolan till Kalmar och blev där en fackskola inom Kalmar flygflottilj (F 12). I samband med att F 12 avvecklades år 1980 övergick skolan en kort tid som ett detachement till Blekinge flygflottilj (F 17). Dock beslutade riksdagen genom försvarsbeslutet 1982 att detachementet i Kalmar skulle avvecklas, och skolan skulle omlokaliseras till Krigsflygskolan i Ljungbyhed. När sedan Krigsflygskolan avvecklades genom försvarsbeslutet 1996, överfördes skolan till Försvarsmaktens Halmstadsskolor (F 14). I samband med att Försvarsmaktens Halmstadsskolor avvecklades 2004, inordnades skolan 2006 som en avdelning inom Försvarsmaktens meteorologi- och oceanograficentrum (FM METOCC) i Enköping.

### Trafikflyghögskolan
Trafikflyghögskolan (TFHS) bildades den 2 april 1984 under namnet Trafikflygarhögskolan. Den 3 april 1984 invigdes skolan av dåvarande kommunikationsminister Curt Boström. Skolan bildades som en fackskola inom Flygvapnet, men hade ett samarbetsavtal med de större civila flygbolagen. I samband med att Krigsflygskolan skulle avvecklas, beslutades det att skolan från och med den 1 januari 1998 skulle övertas av Lunds universitet. För detta fick Lunds universitet ett stöd av regeringen på fem miljoner kronor för åren 1998–2000. Vidare lämnade regeringen ett stöd på 18 miljoner kronor till det nya flygplatsbolaget i Ljungbyhed. Genom att Försvarsmakten upphörde att vara huvudman för Trafikflygarhögskolan, gjordes en namnändring till Trafikflyghögskolan.

## Förläggningar och övningsplatser
Flygfältet är från början en gammal lägerplats och var på sin tid Sveriges största. Efter att regementena flyttade in i kaserner i början av 1900-talet, övertogs fältet 1910 av flyget som påbörja sin verksamhet där. Åren 1915–1920 utbildade Enoch Thulins flygskola piloter på fältet. Efter ett riksdagsbeslut 1925, bildades Flygskolan den 1 juli 1926. Flygfältet var sedan fram till att Krigsflygskolan avvecklades 1998 ett militärt flygfält. Flygfältet övergick då till ett civilt flygfält ägt av F5 AB ett av Klippans kommun helägt bolag. Flygfältet har fyra parallella rullbanor. Två långa rullbanor om cirka 2000 meter och två korta rullbanor om cirka 800 meter. Kortbanorna används dock i regel inte för flygverksamhet. Och endast 11RL/29RL används till flygverksamhet.

## Materiel vid förbandet

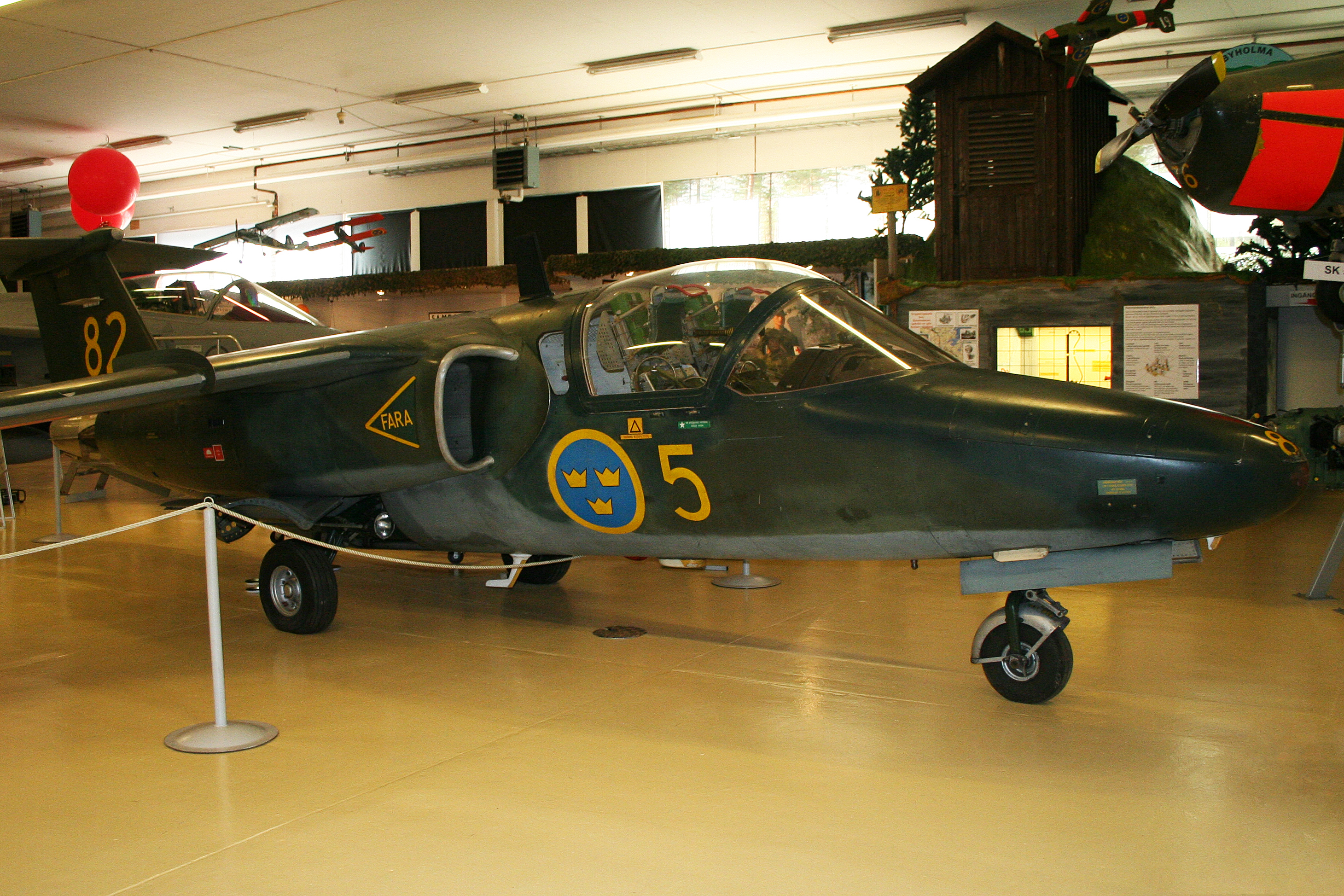
Sk 60 (S/N 60082) vid Ängelholms flygmuseum

F 5 hade haft 21 olika flygplanssystem innan de 1947 tillfördes Sk 16, som tillsammans med Sk 50, Sk 60 och Sk 61 var de system som eleverna i huvudsak använde under sin flygutbildning.
| Skolflygplan - 1926–1929: Sk 1 - 1926–1928: Sk 3 - 1926–1930: Ö 5 - 1927–1929: Sk 5 - 1927–1933: Ö 1 - 1927–1930: Ö 2 - 1928–1930: J 1 - 1928–1938: Sk 6 - 1929–1930: J 2 | - 1929–1930: A 1 - 1930–1931: J 6 - 1931–1932: J 7 - 1931–1937: Sk 9 - 1933–1939: S 6 - 1933–1939: Sk 10 - 1932–1940: Sk 11 - 1936–1944: Sk 12 - 1939–1947: Sk 14 | - 1939–1945: Sk 15 - 1943–1944: J 8 - 1944–1951: Sk 25 - 1947–1973: Sk 16 - 1951–1972: Sk 50B/C - 1955–1967: J 28B/C - 1967–1997: Sk 60A/B/C/D/E - 1972–1997: Sk 61A/B/D/E - 1989–1997: Fpl 61C |

## Heraldik och traditioner
Krigsflygskolan mottog sin första fana den 6 juni 1939, vilken överlämnades av Kung Gustav V på Barkarby flygfält. Skolan förde sedan denna fana fram till den 25 augusti 1996, då de mottog ny fana av Kung Carl XVI Gustaf på Ljungbyheds flygplats. I samband med att skolan avvecklades, tog Skånska flygflottiljen (F 10) över fana och traditioner. Skånska flygflottiljen förde Krigsflygskolans fana åren 1998–2002. Fanan följde sedan med Flygskolan 2003 till Uppsala och förvaras på Malmens flygplats, där Flygskolan sedan 1 juli 2003 är lokaliserad. Den 20 augusti 1984 antogs och fastställdes "Krigsflygskolans marsch" (Hållander) som förbandsmarsch.

### Gate guards
Krigsflygskolan har en gate guard, en SK 60D (60132) invid golfbanan på det gamla flottiljområdet.

## Förbandschefer
Förbandschefen titulerades skolchef och hade tjänstegraden överste.

- 1926–1932: Arvid Flory
- 1932–1943: Åge Lundström
- 1943–1952: Ingemar Nygren
- 1952–1957: Knut Lindahl
- 1957–1965: Åke Rehnberg
- 1965–1971: Bengt Bellander
- 1971–1975: Åke Lönnberg
- 1975–1987: Per Widmark
- 1987–1998: Sven Sjöling

## Namn, beteckning och förläggningsort
| Flygskolan             | 1926-07-01 | – | 1929-??-??  |
| Flygskolkåren          | 1929-??-?? | – | 1936-06-30  |
| Kungl. Flygkrigsskolan | 1936-07-01 | – | 1942--??-?? |
| Kungl. Krigsflygskolan | 1942-??-?? | – | 1974-12-31  |
| Krigsflygskolan        | 1975-01-01 | – | 1998-06-30  |

| F 5 | 1926-07-01 | – | 1998-06-30 |

| Ljungbyheds flygplats (F)     | 1926-07-01 | – | 1998-06-30 |
| Bulltofta (D)                 | 1939-??-?? | – | 1940-??-?? |
| Eslövs flygplats (D)          | 1940-??-?? | – | 1946-??-?? |
| Eskilstuna-Ekeby flygfält (D) | 1940-??-?? | – | 1940-??-?? |
| Örebro flygfält (D)           | 1940-??-?? | – | 1940-??-?? |
| Rinkaby flygbas (D)           | 1955-??-?? | – | 1981-07-01 |
| Herrevads kloster (D)         | 1960-08-22 | – | 1994-??-?? |

## Galleri

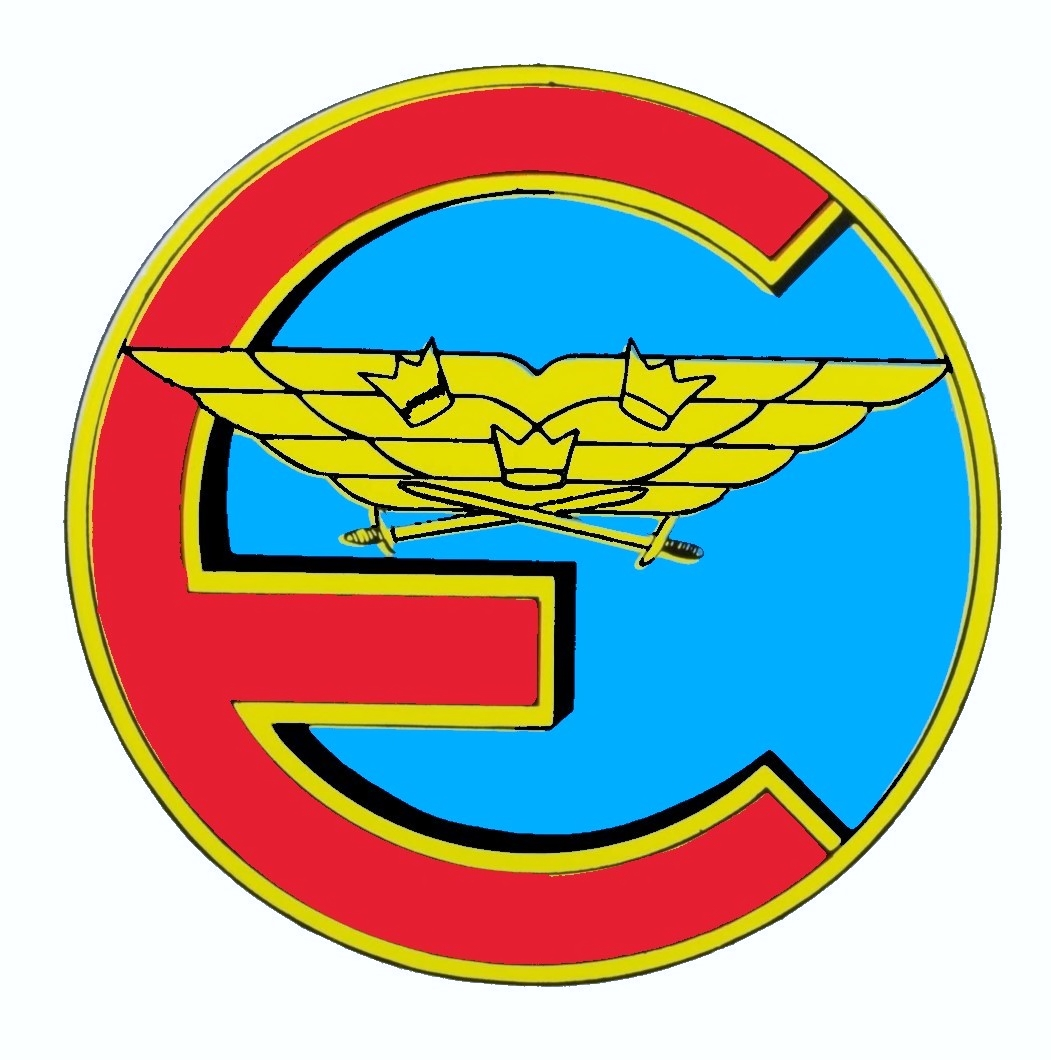
Divisionsemblem för 51. skolflygdivisionen.
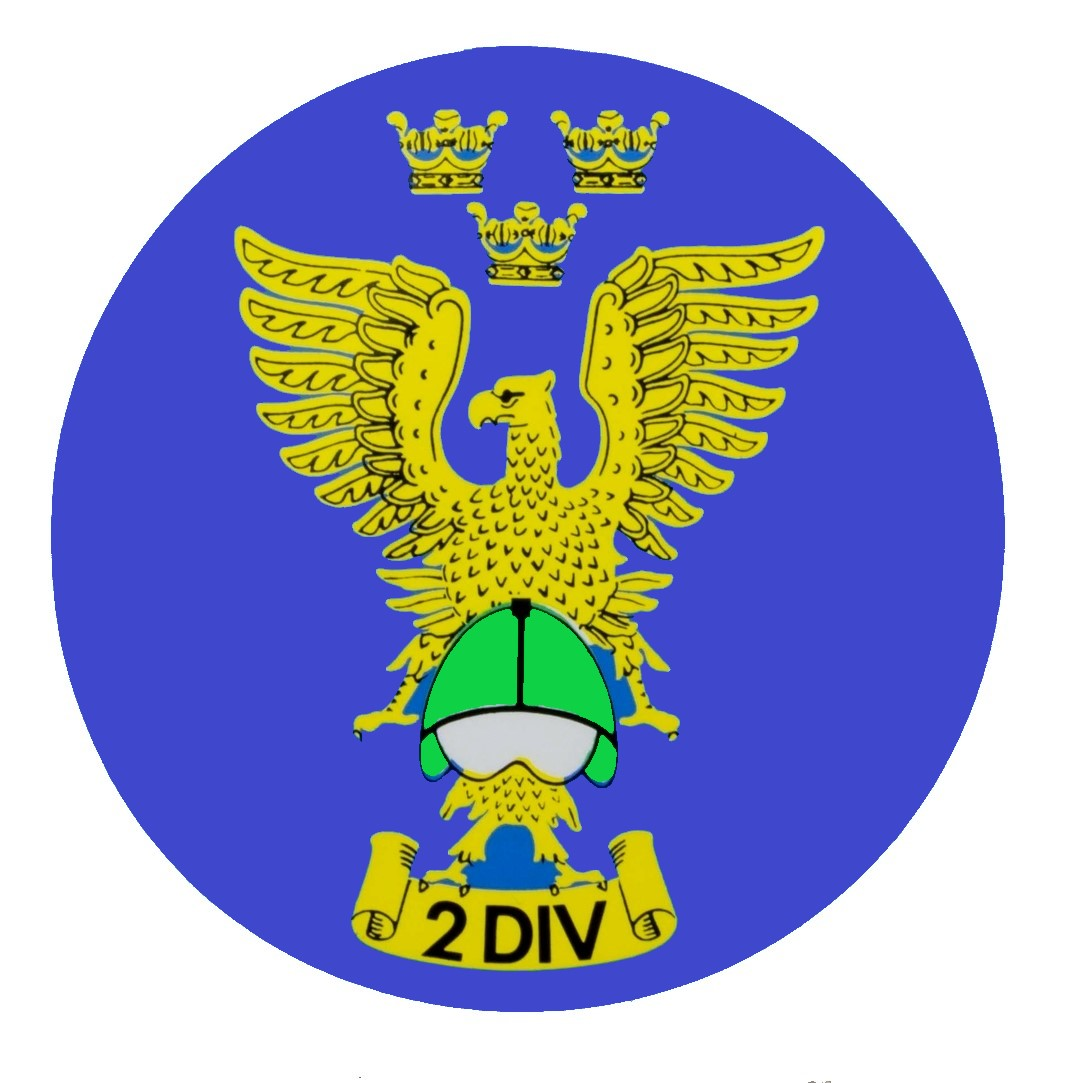
Divisionsemblem för 52. skolflygdivisionen.
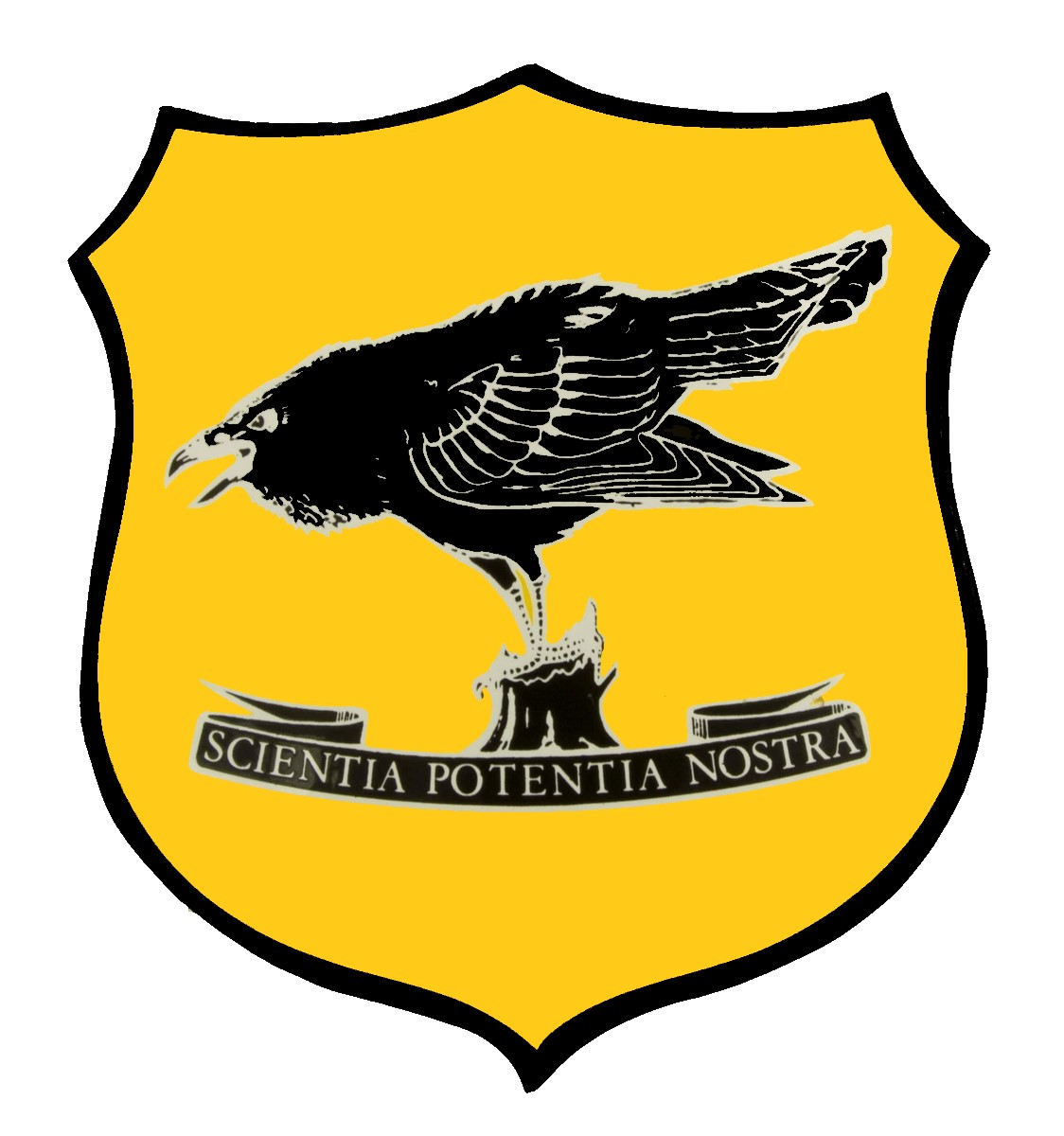
Divisionsemblem för 53. skolflygdivisionen.
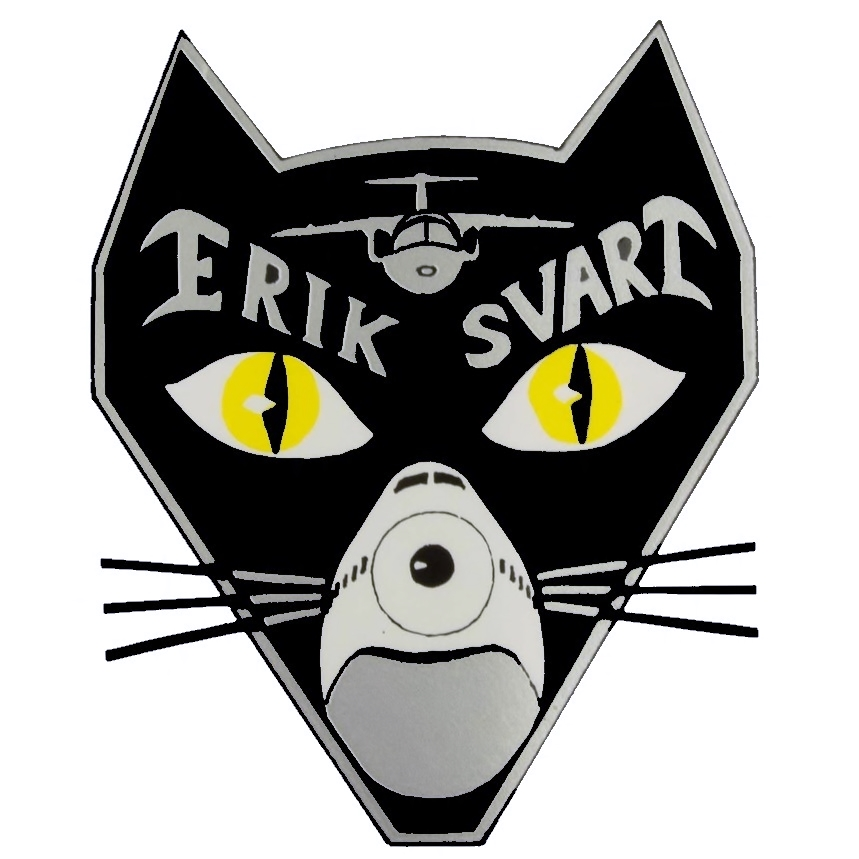
Divisionsemblem för 55. skolflygdivisionen.
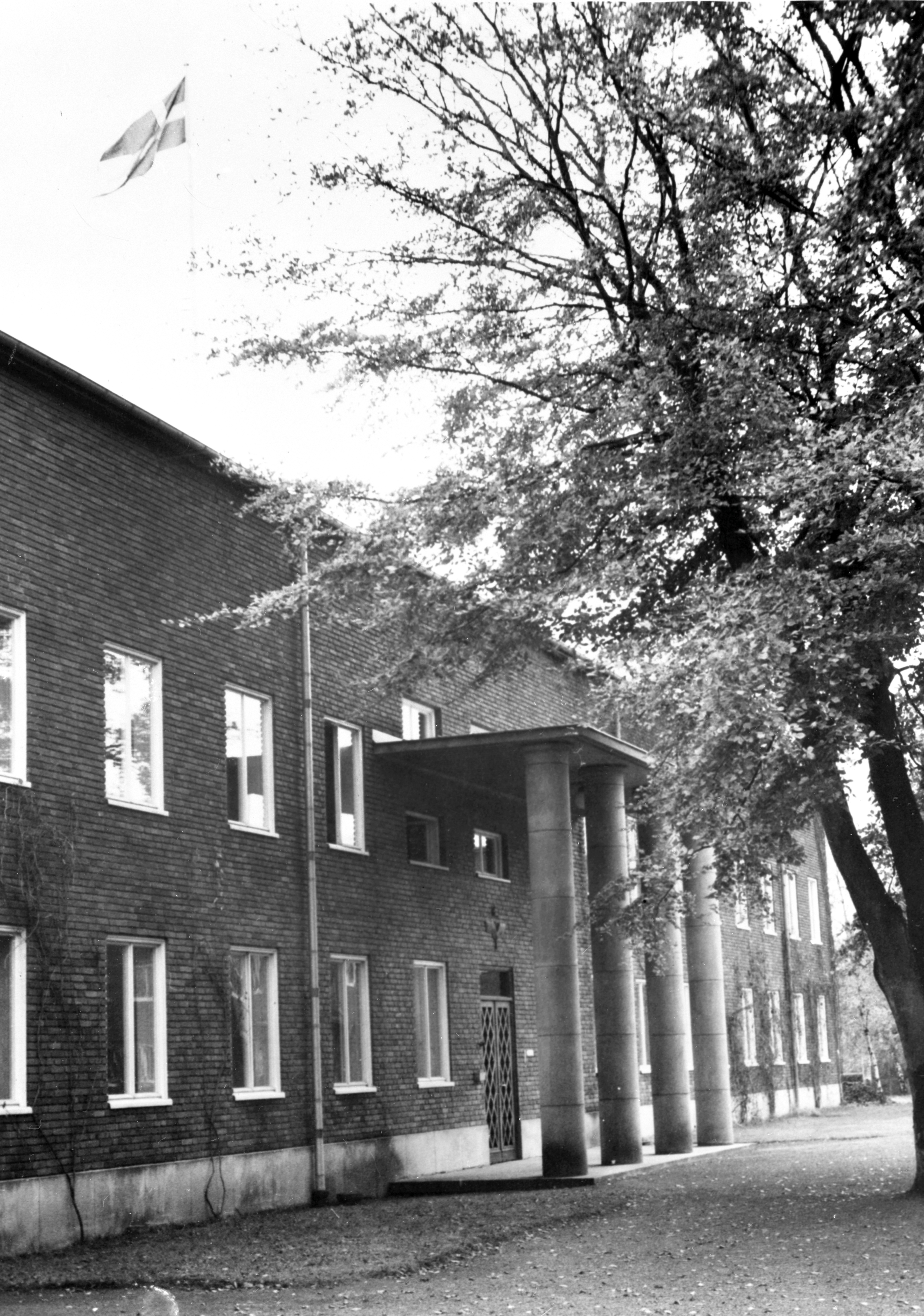
Kanslihuset
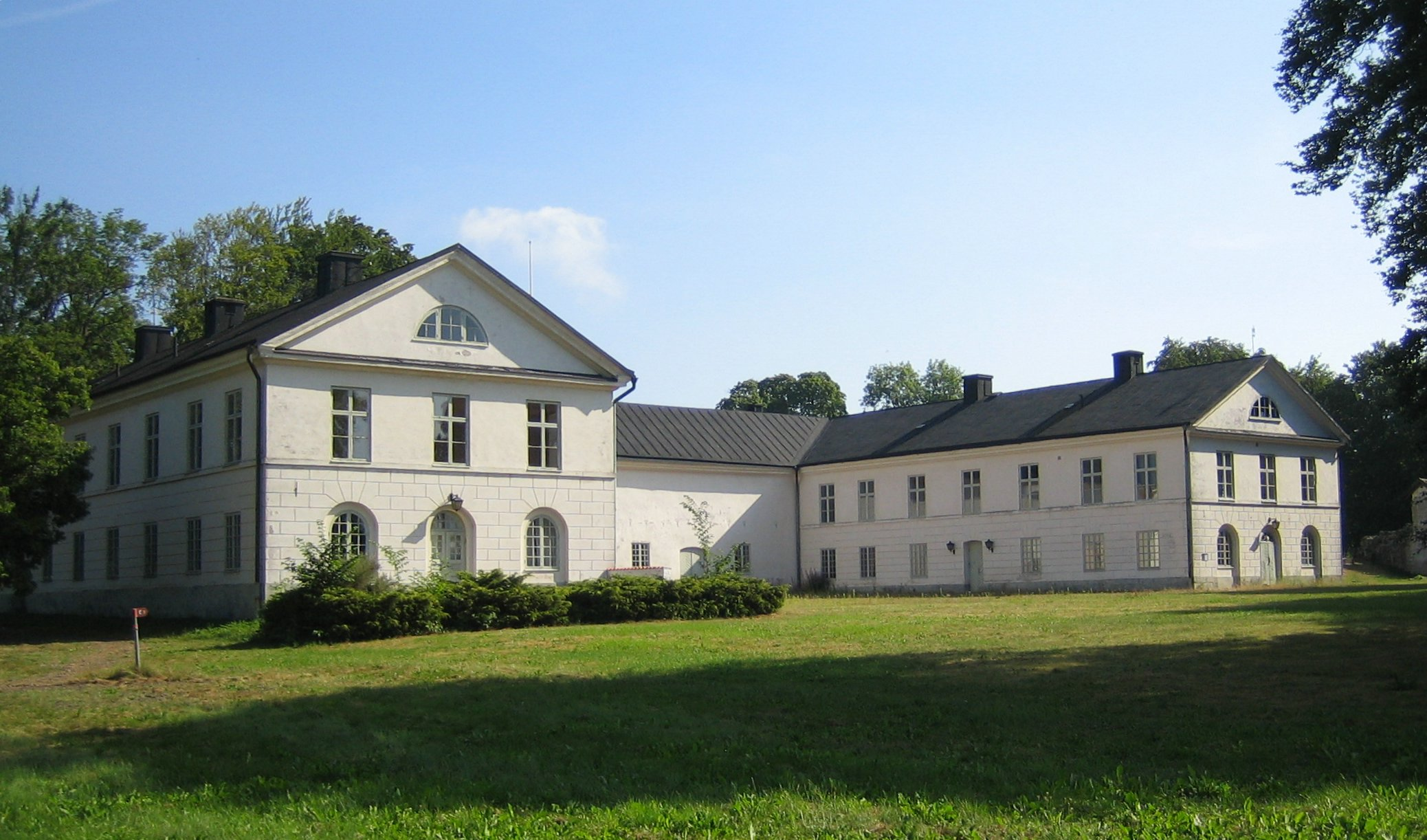
Herrevadskloster.
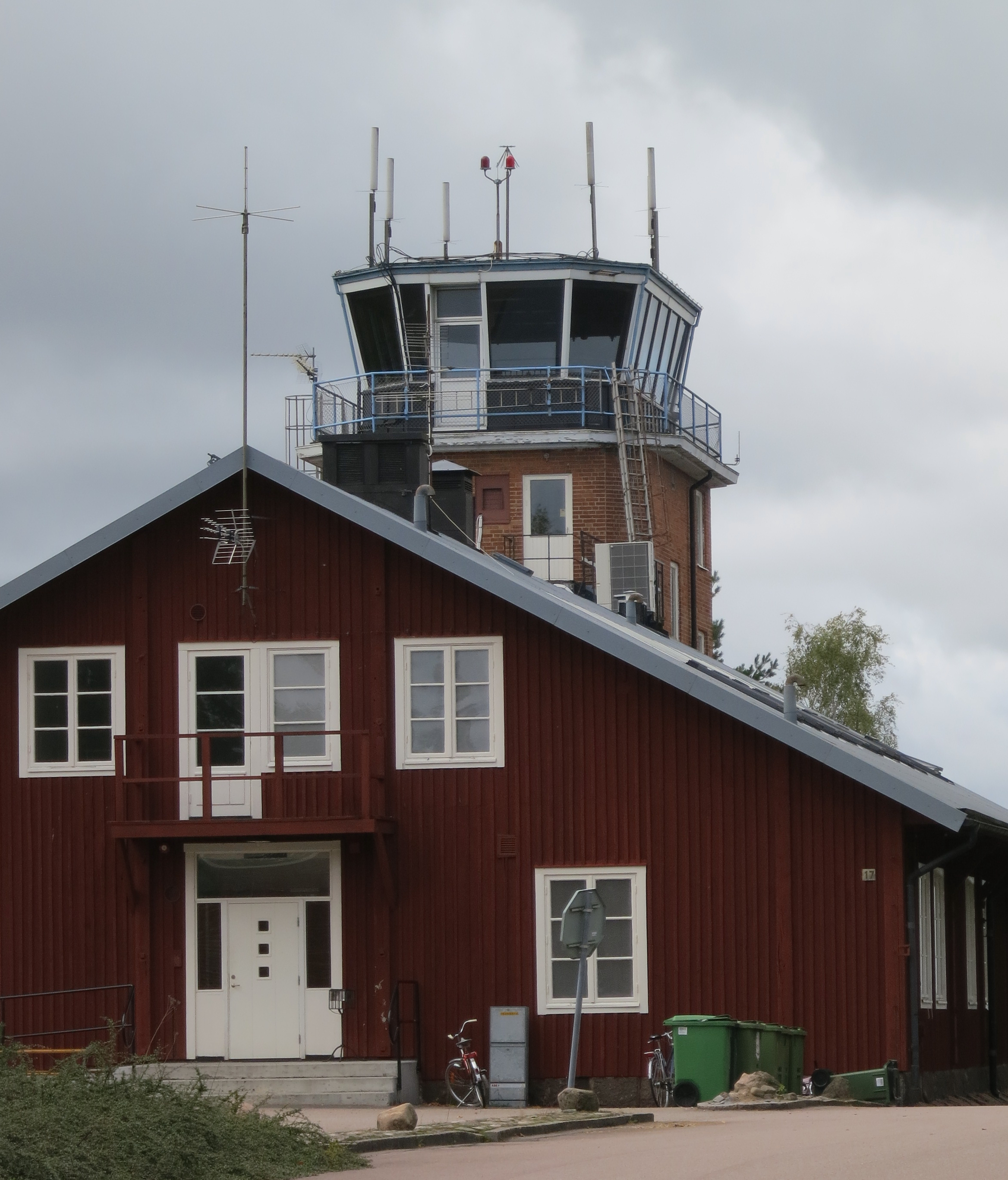
Trafikledartornet vid Ljungbyheds flygplats
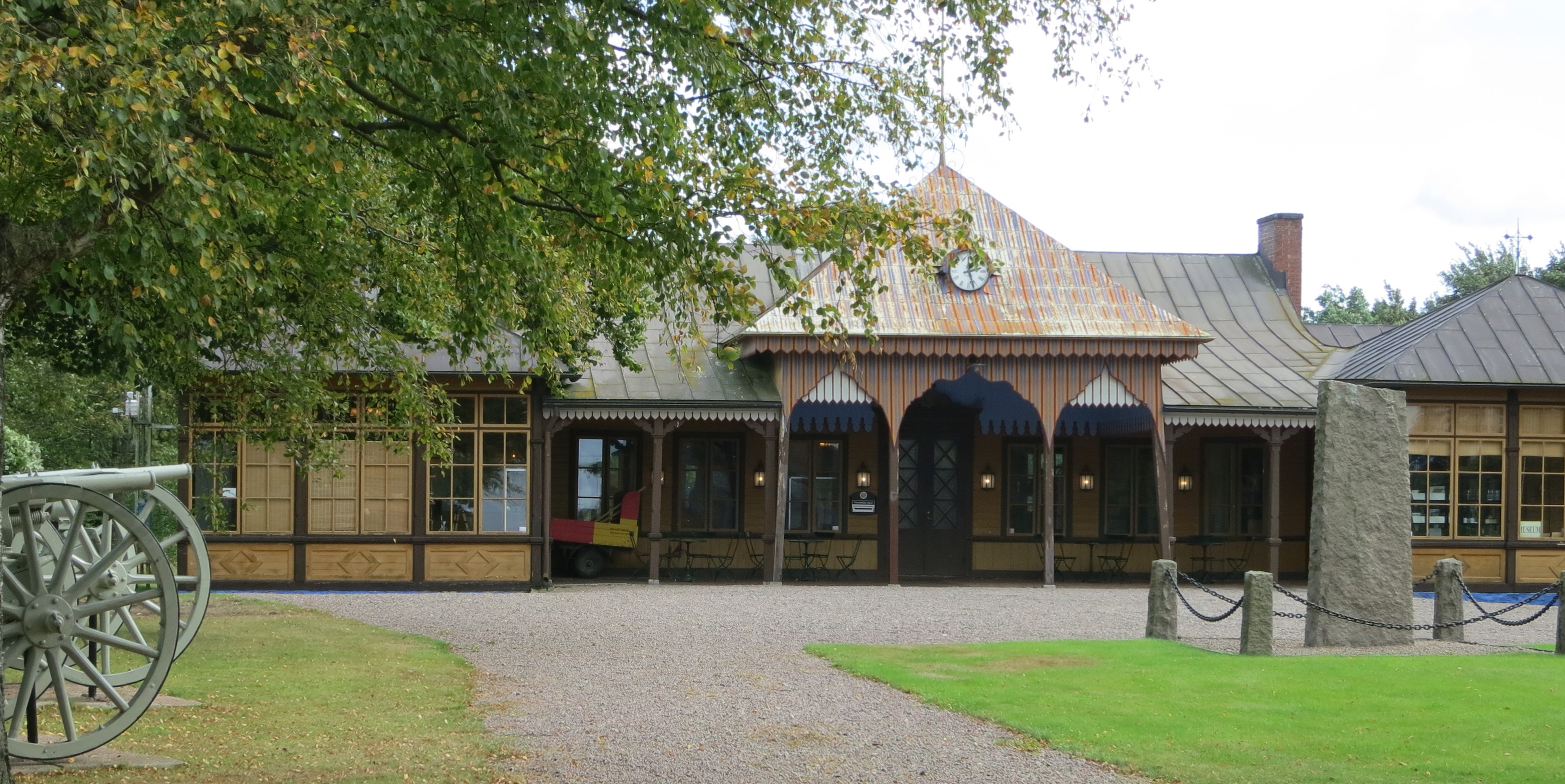
Mässen Husarlägret, numer Ljungbyheds militärhistoriska museum.
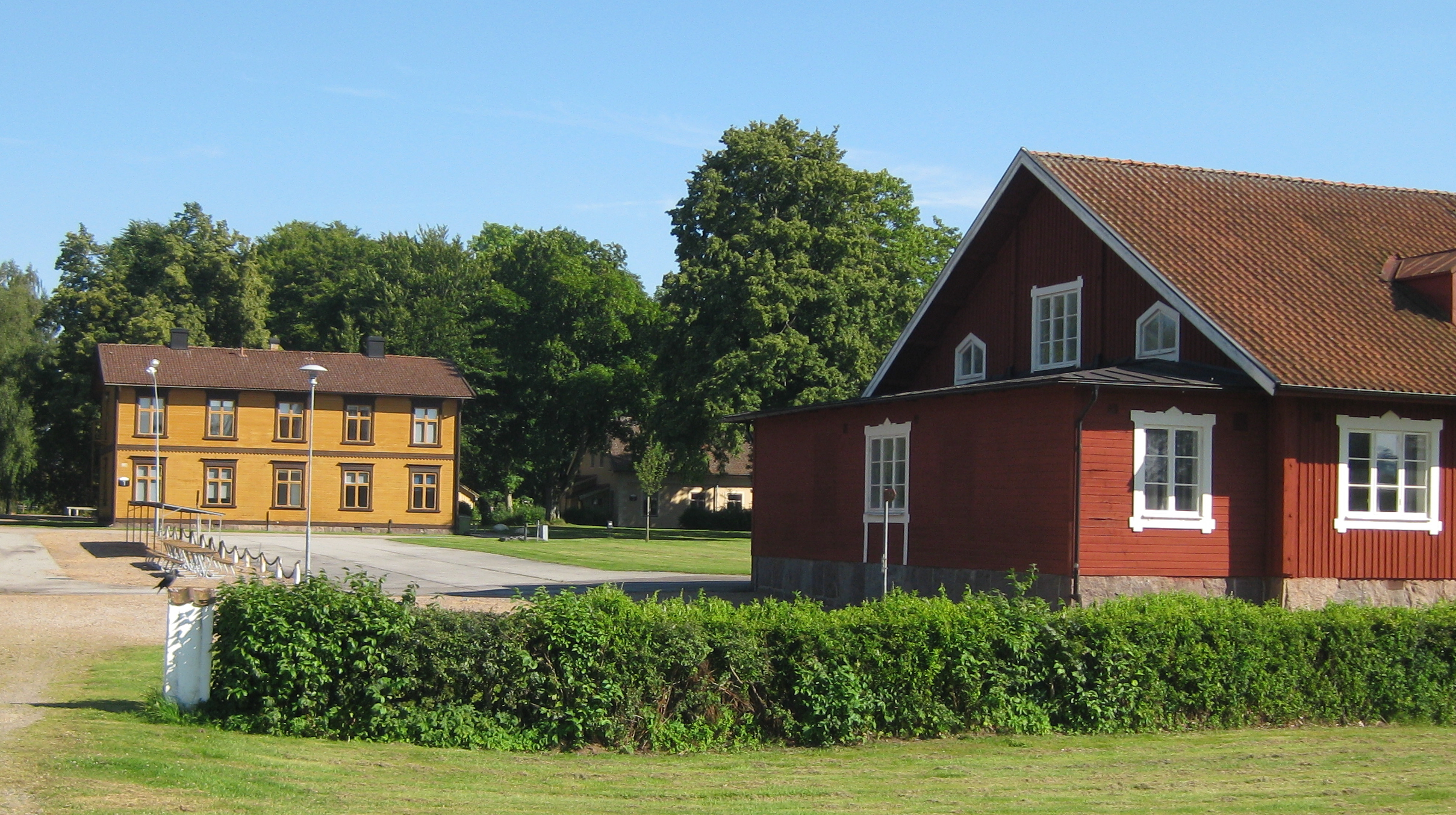
Infanterilägret, Förläggningsbyggnader i Ljungbyhed.
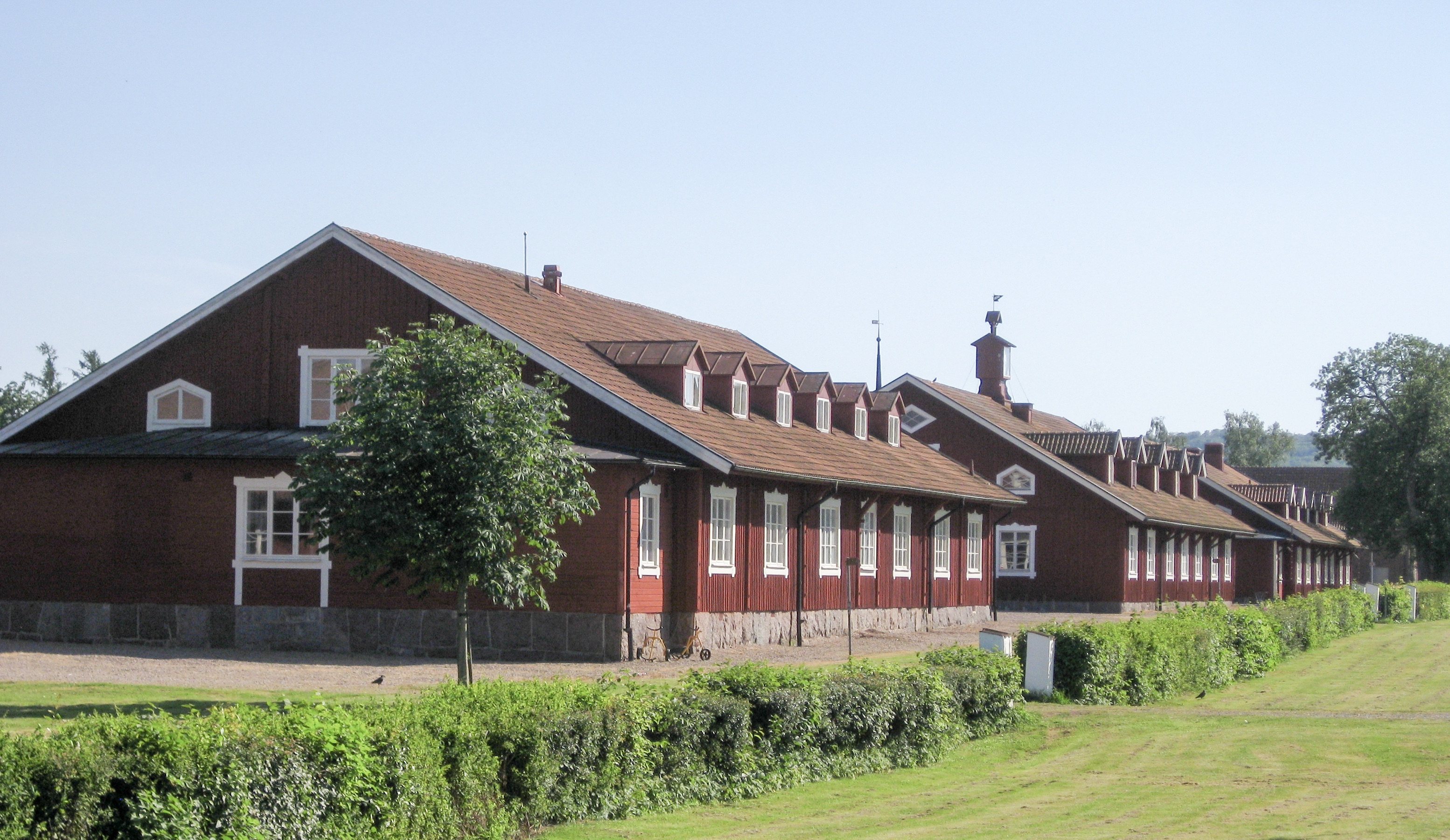
Infanterilägret, Förläggningsbyggnader i Ljungbyhed.
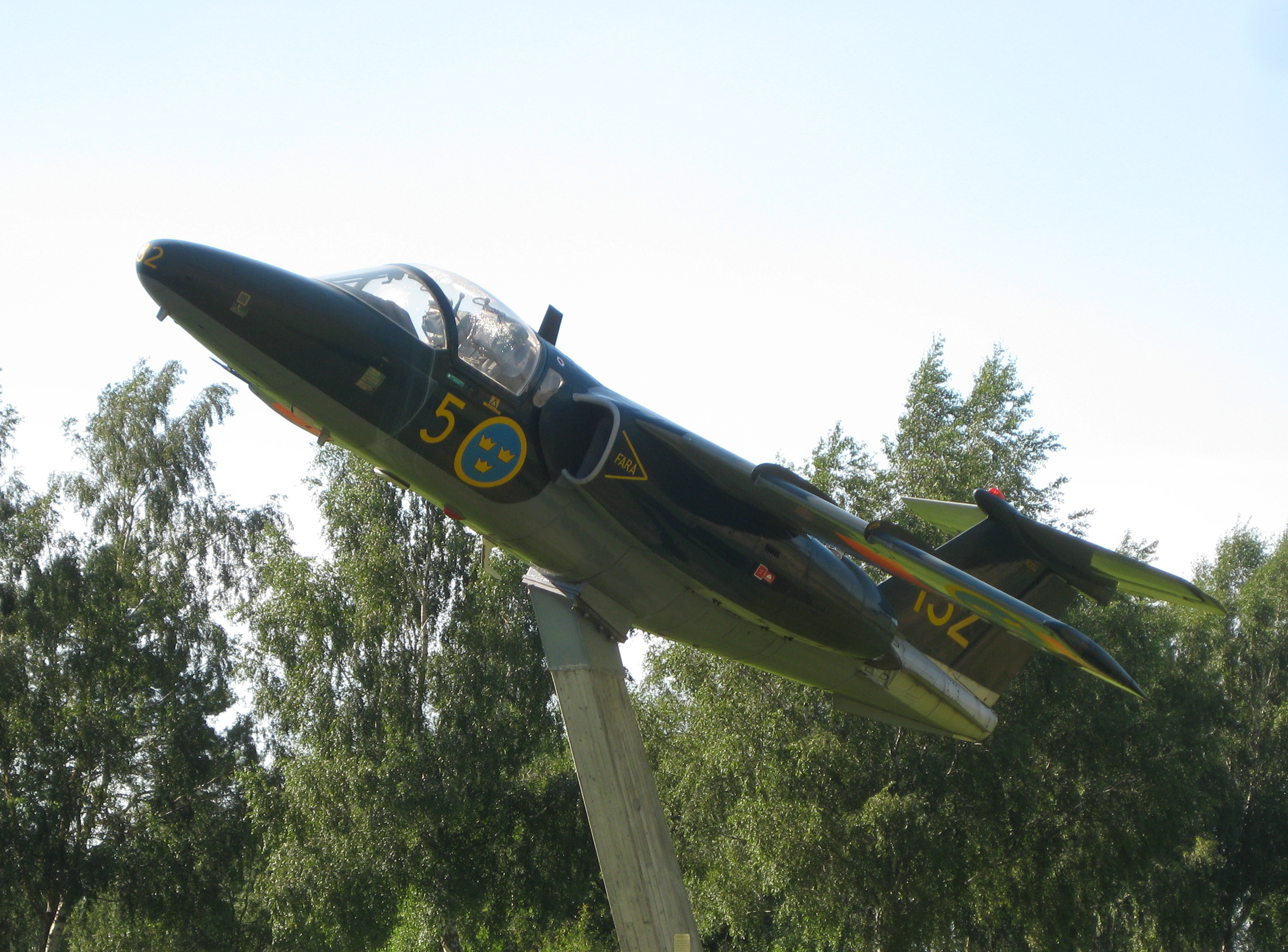
Sk 60D (S/N 60132) som gate guardian vid Ljungbyheds flygplats
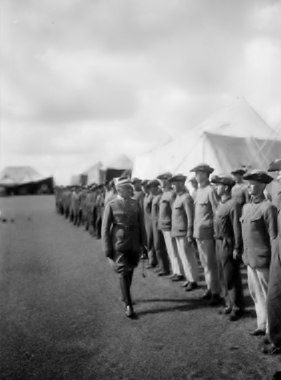
General Karl Amundson inspekterar manskapet vid flygstationen i Rinkaby (1926).
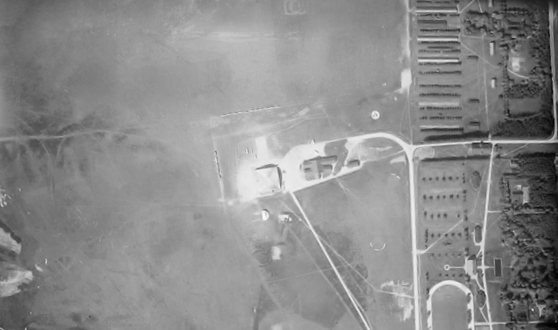
Flygfotografi över Krigsflygskolan (F 5) i Ljungbyhed (1936).